# Bitwa pod Dynekilen
Bitwa pod Dynekilen – starcie zbrojne, które miało miejsce 8 lipca 1716 roku podczas Wielkiej Wojny Północnej.
Duńsko-norweska flota (1 pram, 2 fregaty, 3 galery, 114 dział) dowodzona przez norweskiego wiceadmirała Petera Tordenskjolda schwytała w pułapkę i pobiła w fiordzie Dynekilen (na północ od Strömstad, przy zachodnim wybrzeżu Szwecji) flotę szwedzką (1 pram, 4 galery, 4 półgalery, 6 slupów, kilka uzbrojonych łodzi oraz 29 statków transportowych), której zadaniem było przetransportowanie wojsk z Göteborga do Fredrikstad. Flotą szwedzką dowodził schoutbynacht Olof Knape Strömstierna. Poza pokonaniem floty szwedzkiej Duńczycy i Norwegowie zniszczyli niewielki fort położony na pobliskiej wysepce, uzbrojony w 6 12-funtowych dział.
Największy ze szwedzkich okrętów, 24-działowy pram Stenbock skapitulował, inne jednostki osiadły na mieliźnie i zostały porzucone. Ze względu na szybkie przybycie w pobliże fiordu szwedzkich sił lądowych, Tordenskjold zabrał tylko część zdobytych okrętów szwedzkich, a resztę zniszczył. Duńczycy i Norwegowie stracili w bitwie 76 ludzi.
Aż 80% marynarzy i 90% żołnierzy w zwycięskiej flocie Tordenskjolda stanowili Norwegowie.